# Hänsel i Gretel

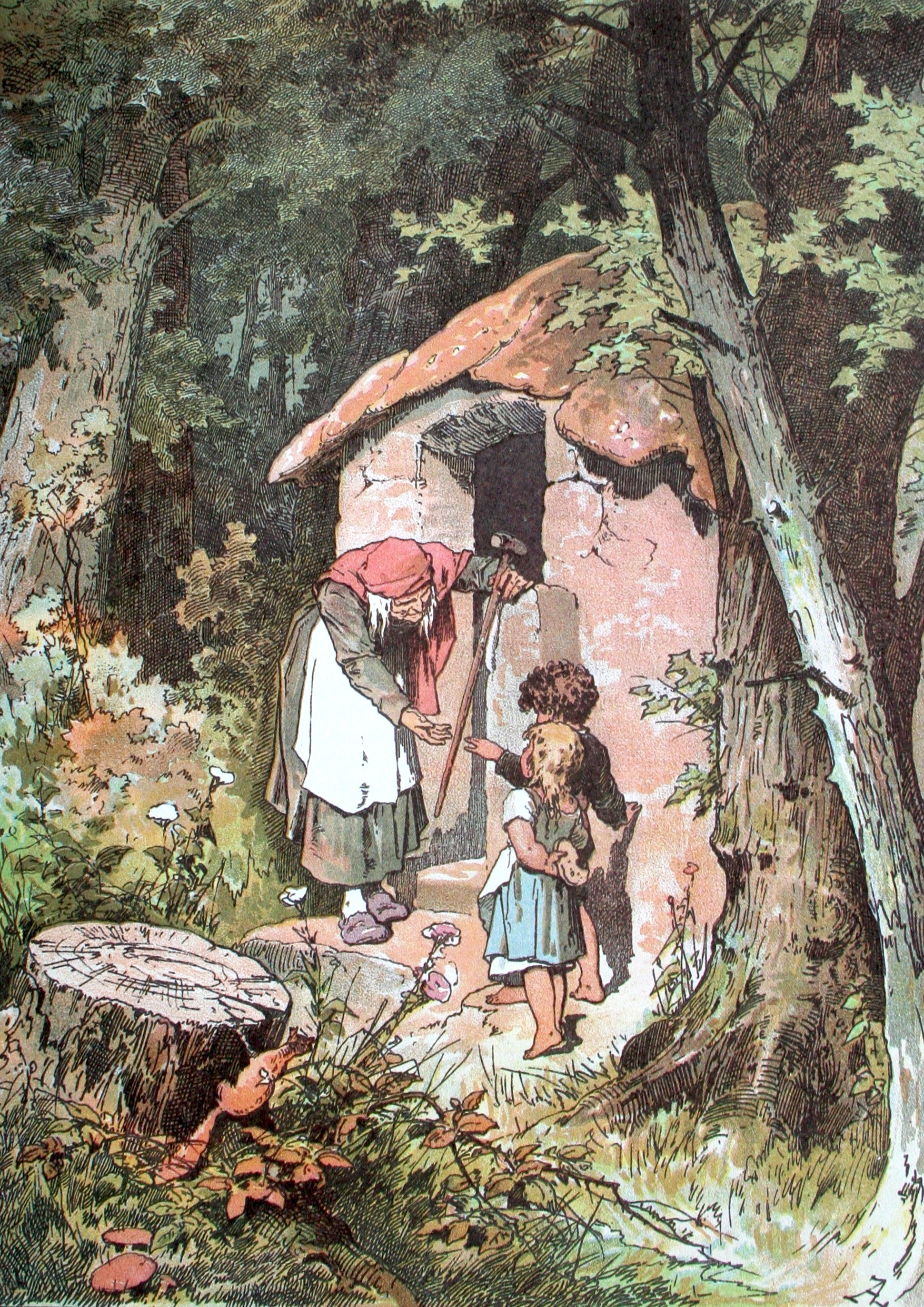
En Hansel, la seva germaneta, la Gretel i la malvada bruixa. Il·lustració d'Alexander Zick (1845-1907).

Hänsel i Gretel (en alemany Hänsel und Gretel), anomenat també La caseta de xocolata o, en la versió de Carles Riba, Ton i Guida, és un conte tradicional d'origen germànic. La història ha conegut nombroses adaptacions, incloent l'òpera Hänsel i Gretel i versions en dibuixos animats.
Va ser recollit pels germans Grimm i publicat el 1812 com a part dels Contes de fades de Grimm (KHM 15).
Hansel i Gretel són germans abandonats en un bosc i cauen en mans d'una bruixa que viu en una casa de pa de pessic, pastissos i dolços. La bruixa, que té intencions caníbals, té la intenció d'engreixar Hansel abans de menjar-se'l. Tanmateix, Gretel salva el seu germà empenyent la bruixa al seu propi forn, matant-la i escapant amb el tresor de la bruixa.
Ambientada a l'Alemanya medieval, «Hansel i Gretel» s'ha adaptat a uns quants mitjans, inclosa l'òpera Hänsel und Gretel d’Engelbert Humperdinck, que es va representar per primera vegada el 1893.

## Argument
En Hänsel i la Gretel són dos germans d'una família de llenyataires molt pobra. En Hänsel i la Gretel viuen amb el seu pare i la seva malvada madrastra. La seva madrastra convenç el seu pare d'abandonar-los al bosc per no haver de repartir amb ells el menjar familiar però ells poden tornar a casa seguint un rastre de pedretes que havien deixat al camí. Els nens repeteixen l'operació i aquest cop el rastre està fet d'engrunes de pa, que es mengen els ocells i, per tant, els nens es perden.
Intentant tornar, troben una caseta feta de llaminadures i xocolata. Quan estan menjant-se trossos de finestres i la tanca, surt una vella i malvada bruixa que tanca en Hänsel a una gàbia i fa de la Gretel la seva minyona. Amenaça de menjar-se el nen quan estigui gras, per això cada dia l'alimenta amb les llaminadures. En Hänsel, però, aprofita que la vella i malvada bruixa no hi veu bé i mostra un osset de pollastre quan ella li diu que tregui el dit per la gàbia per veure si s'ha engreixat.
Un dia, farta d'esperar, ordena a la Gretel que prepari una olla de foc bullint per cuinar-los a tots dos. Quan s'apropa per veure si està prou calenta, la Gretel empeny la vella i malvada bruixa a dins de l'olla de foc bullint, allibera el seu germà Hänsel i surten corrent agafant les joies, la fortuna, les monedes i la riquesa de la vella i malvada bruixa i llaminadures per al camí. Viuen feliços per sempre amb el seu pare amb les noves riqueses de la vella i malvada bruixa.

## Origen

### Edicions

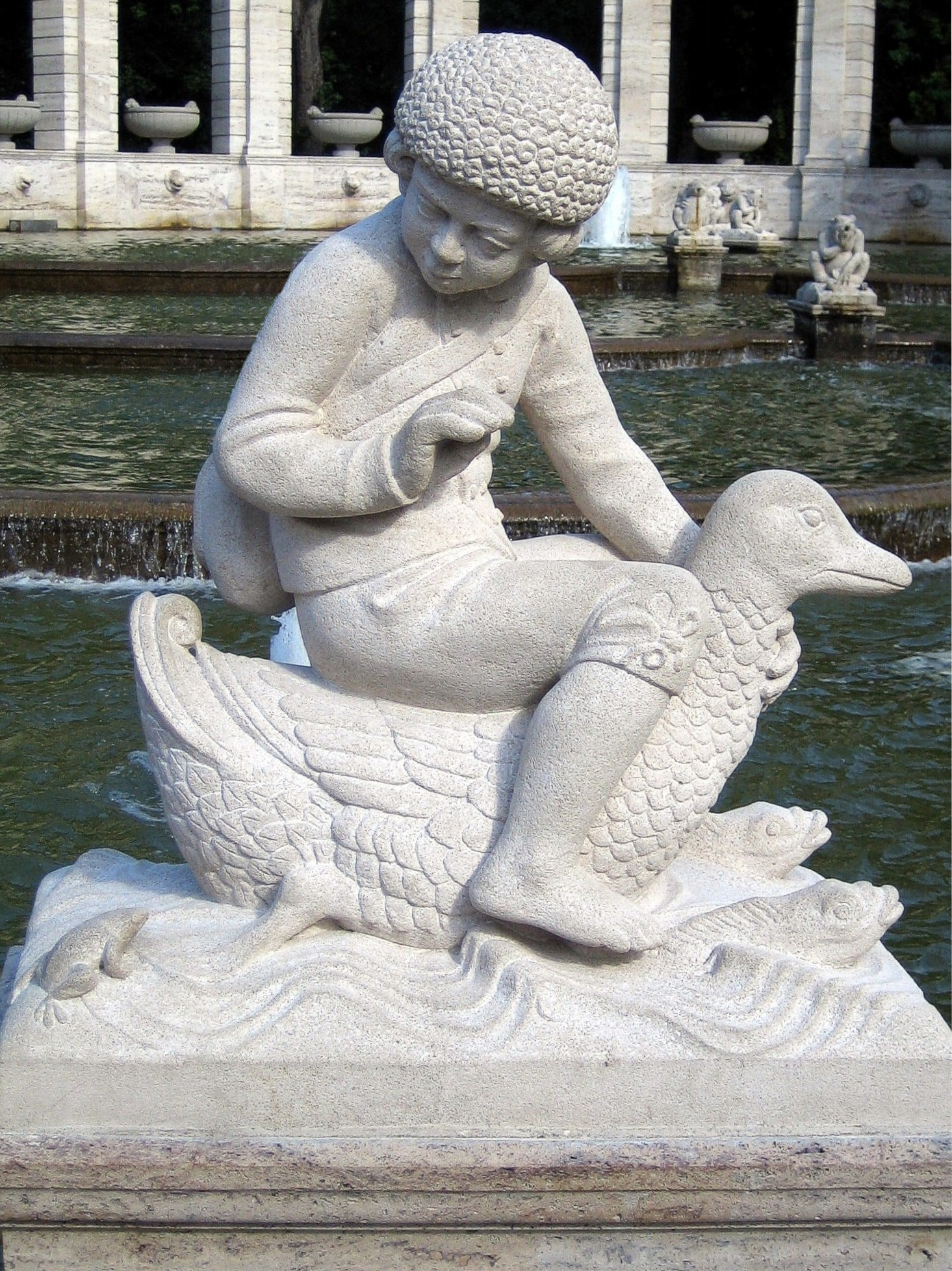
Escultura de Hansel sobre l'ànec d’Ignatius Taschner. Märchenbrunnen, Berlín.

Des del manuscrit de prepublicació de 1810 (Das Brüderchen und das Schwesterchen) fins a la sisena edició de Kinder- und Hausmärchen (Els contes de fades de Grimm) l'any 1850, els germans Grimm van fer diverses modificacions a la història, que van anar guanyant progressivament en longitud, motivació psicològica i imatgeria visual, però també va agafar un to més cristià, transferint la culpa de l'abandonament d'una mare a una madrastra associada amb la bruixa.
A l'edició original del conte, la dona del llenyataire és la mare biològica dels nens, però també se l'anomenava «madrastra» a partir de la 4a edició (1840). Els germans Grimm de fet van introduir la paraula «madrastra», però van conservar «mare» en uns quants passatges. Fins i tot la seva versió final a la 7a edició (1857) encara no està clara sobre el seu paper, ja que es refereix a l'esposa del llenyataire dues vegades com «la mare» i una vegada com «la madrastra».
La seqüència on l'ànec els ajuda a travessar el riu també és una incorporació posterior. En algunes versions posteriors, la mare va morir per causes desconegudes, va abandonar la família o es va quedar amb el marit al final de la història. En el manuscrit previ a la publicació de 1810, els nens eren anomenats «germà petit» i «germana petita», després anomenats Hänsel i Gretel en la primera edició (1812). Wilhelm Grimm també va adulterar el text amb dialectes alsacians, «reapropiats» de la versió alsaciana d’August Ströber (1842) per tal de donar al conte un to més «folklòric».
Goldberg assenyala que, tot i que «no hi ha dubte que l'Hänsel und Gretel de Grimm es va unir, no obstant això, es va unir a partir d'elements tradicionals», i els seus narradors anteriors havien estat «unint aquest petit conte amb altres motius tradicionals per segles». Per exemple, l'ànec que ajuda els nens a travessar el riu pot ser la resta d'un antic motiu tradicional del complex de contes populars que va ser reintroduït pels Grimm en edicions posteriors.

## Argument

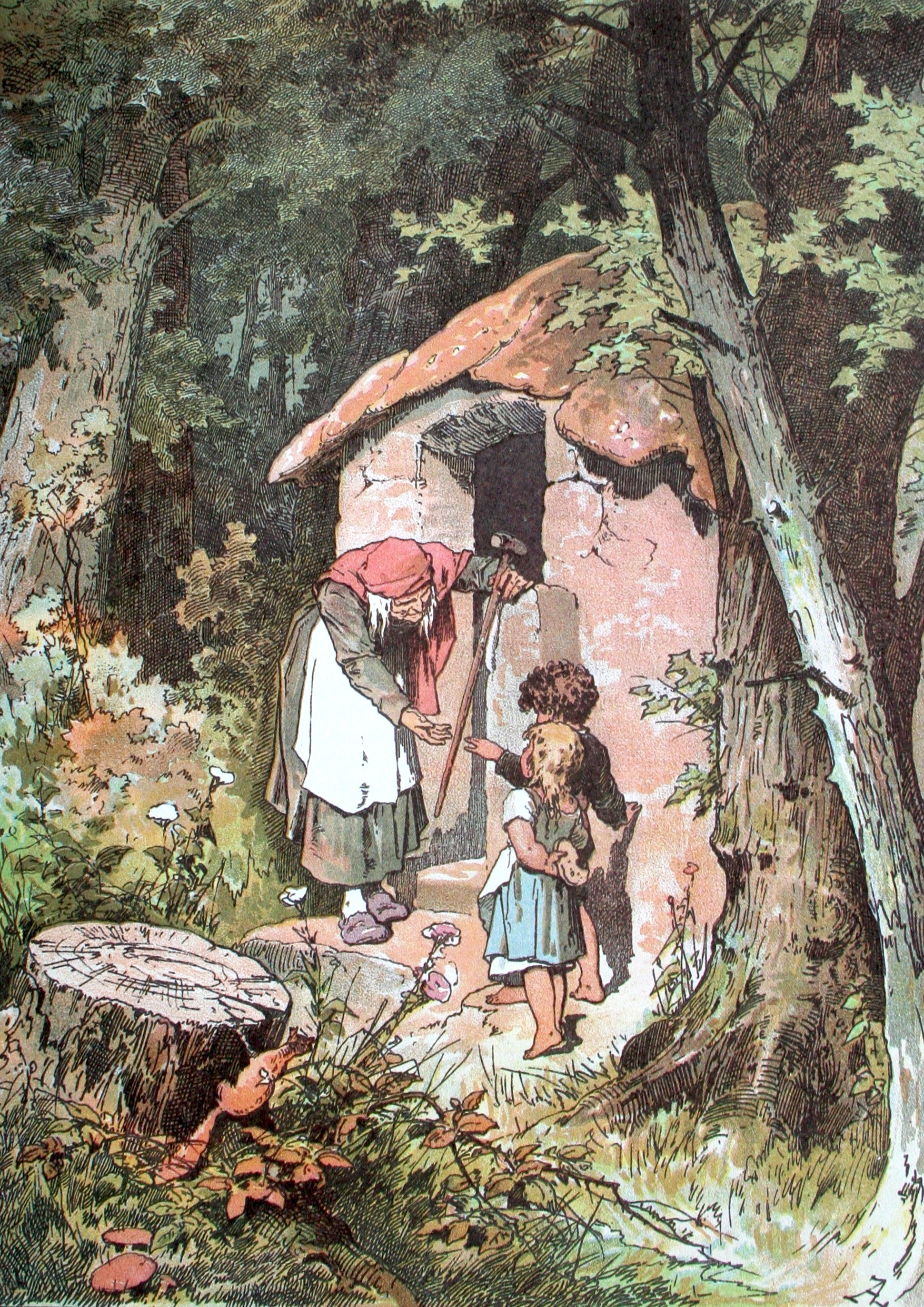
Hansel i Gretel coneixent la bruixa, d’Alexander Zick.

A l'Alemanya medieval, Hansel i Gretel són els fills d'un pobre llenyataire. Quan la fam s'instal·la a la terra, la segona dona del llenyataire li diu que porti els nens al bosc i que els deixi allà perquè es valguin sols, perquè ella i el seu marit no es morin de gana. El llenyataire s'oposa al pla, però la seva dona diu que potser un desconegut acollirà els nens i els proporcionarà, cosa que el llenyataire i ella simplement no poden fer. Amb l'esquema aparentment justificat, el llenyataire es veu obligat a sotmetre's-hi de mala gana. No saben que a l'habitació dels nens, Hansel i Gretel els han escoltat. Després que els pares s'han anat al llit, Hansel surt furtivament de la casa i recull tants còdols blancs com pot, després torna a la seva habitació, tranquil·litzant a Gretel que Déu no els abandonarà.
L'endemà, la família s'endinsa al bosc i Hansel deixa un rastre de còdols blancs. Després que els seus pares els abandonin, els nens esperen que surti la lluna i després segueixen els còdols de tornada a casa. Tornen a casa sans i estalvis, amb ràbia de la seva madrastra. Una vegada més, les provisions es fan escasses i la madrastra ordena, enfadada, al seu marit que torni els nens al bosc i els deixi allà. Hansel i Gretel intenten recollir més còdols, però troben la porta principal tancada.

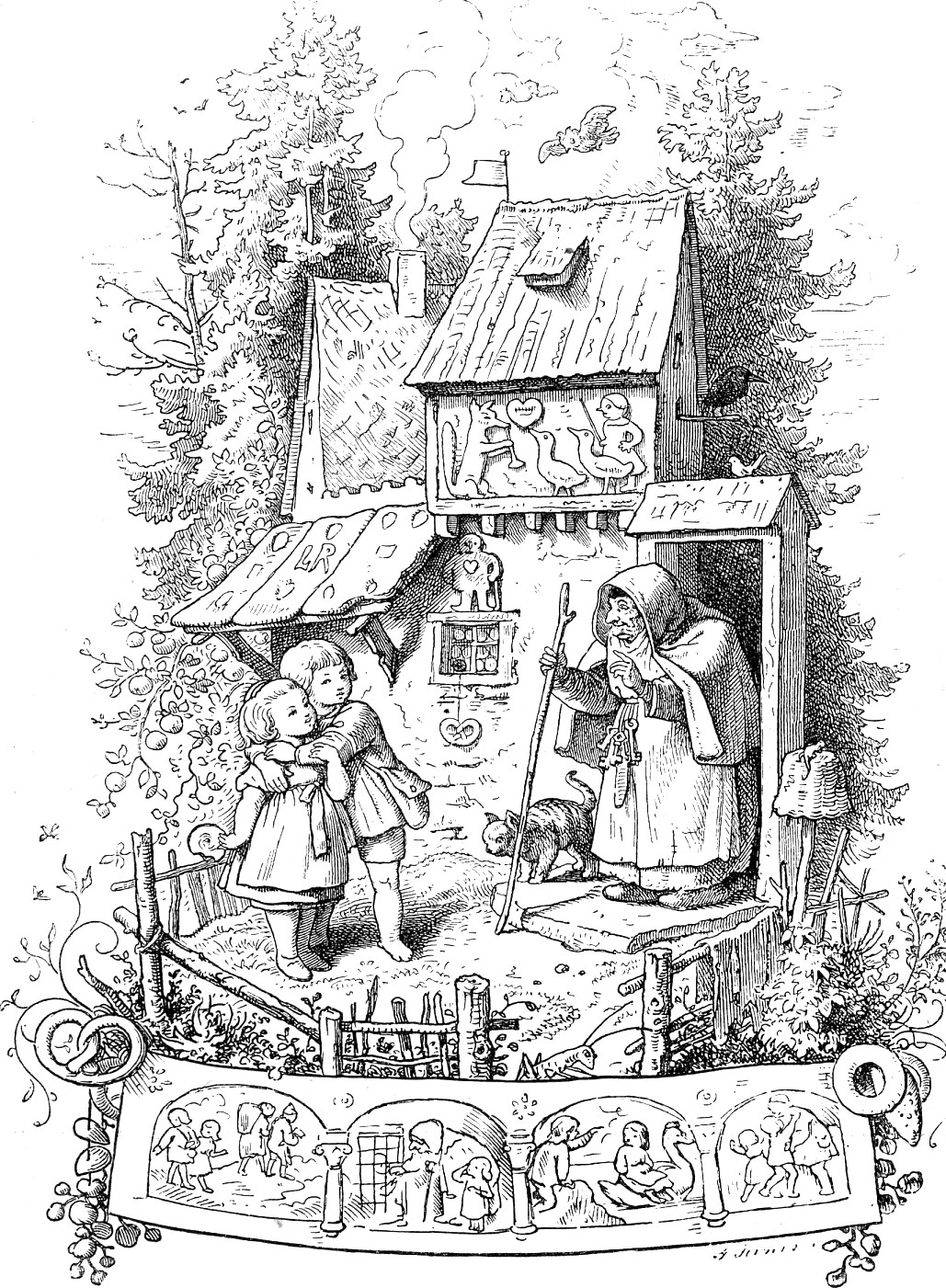
Il·lustració de Ludwig Richter, 1842

L'endemà al matí, la família camina pel bosc. Hansel agafa una llesca de pa i deixa un rastre de molles de pa perquè la segueixin per tornar a casa. Tanmateix, després de tornar a ser abandonats, descobreixen que els ocells s'han menjat les molles i es perden al bosc. Després de dies de passeig, segueixen un colom fins a una clariana del bosc i descobreixen una casa de pa de pessic. Famolencs i cansats, els nens comencen a menjar-se la casa, quan la porta s'obre i la dona gran que hi viu emergeix i atrau els nens dins amb la promesa de llits suaus i menjar deliciós. Entren sense adonar-se que la seva amfitriona és una bruixa malvada que va construir la casa de pa de pessic per empènyer als nens a cuinar-los i menjar-los.
L'endemà al matí, la bruixa tanca a Hansel en una gàbia de ferro al jardí i obliga a Gretel a convertir-se en esclava. La bruixa dona de menjar a Hansel regularment per engreixar-lo, però no serveix a Gretel més que closques de cranc. Aleshores, la bruixa intenta tocar el dit d'en Hansel per veure com de gros s'ha tornat, però Hansel ofereix intel·ligentment un os prim que va trobar a la gàbia. Com que els ulls de la bruixa són massa febles per notar l'engany, es veu enganyada pensant que Hansel encara és massa prim per menjar. Després de setmanes d'això, la bruixa s'impacienta i decideix menjar-se Hansel de totes maneres.
Prepara el forn per a Hansel, però decideix que també té prou gana per menjar-se la Gretel. Porta la Gretel davant del forn obert i li demana que s'inclini davant per veure si el foc està prou calent. La Gretel, sentint la intenció de la bruixa, fingeix que no entén què vol dir la bruixa. Enfurismada, la bruixa li mostra, i la Gretel l'enfonsa a l'instant al forn calent, tanca i tanca la porta, matant la bruixa. La Gretel allibera a Hansel de la gàbia i la parella descobreix un gerro ple de tresors, incloses pedres precioses. Posant les joies a la roba, els nens marxen cap a casa. Un ànec blanc (cigne en algunes versions) els transporta per una extensió d'aigua, i a casa només troben el seu pare; la seva dona havia mort per una causa desconeguda. El seu pare s'havia passat tots els dies lamentant la pèrdua dels seus fills, i està encantat de veure'ls sans i estalvis. Amb la riquesa de la bruixa, tots viuen feliços per sempre.

## Variants

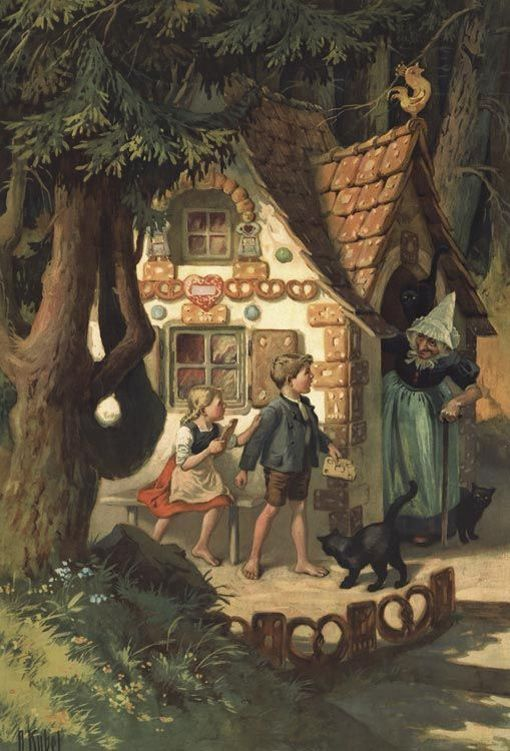
Otto Kubel (1868-1951)

Els folkloristes Iona i Peter Opie indiquen que Hansel i Gretel pertany a un grup de contes europeus especialment populars a les regions bàltiques, sobre nens que burlen els ogres a les mans dels quals han caigut involuntàriament.

### Contes ATU 327A
«Hansel i Gretel» és el prototip dels contes de fades del tipus Classificació Aarne-Thompson (ATU) 327A. En particular, la pretensió de Gretel de no entendre com provar el forn («Mostra'm com») és característica del 327A, encara que també apareix tradicionalment en altres subtipus d'ATU 327. Com argumenta Stith Thompson, la simplicitat del conte pot explicar la seva difusió a diverses tradicions arreu del món.
Una versió molt semblant és «Finette Cendron», publicada per Marie-Catherine d'Aulnoy el 1697, que representa un rei i una reina empobrits que perden deliberadament les seves tres filles tres vegades al desert. La més intel·ligent de les noies, Finette, inicialment aconsegueix portar-les a casa amb un rastre de fil, i després un rastre de cendres, però els seus pèsols són menjats pels coloms durant el tercer viatge. Les nenes van llavors a la mansió d'una bruixa, que viu amb el seu marit l'ogre. Finette escalfa el forn i li demana a l'ogre que ho provi amb la llengua, perquè caigui i quedi incinerat. Després, Finette talla el cap de la bruixa. Les germanes romanen a la casa de l'ogre, i la resta del conte relata la història de La Ventafocs.
A la russa Vasilisa la Bella, la madrastra també envia la seva odiada fillastra al bosc per manllevar una llum a la seva germana, que resulta ser Baba Iagà, una bruixa caníbal. A més de posar en perill els nens (així com la seva pròpia intel·ligència), els contes tenen en comú una preocupació per menjar i per fer mal als nens: la mare o la madrastra vol evitar la gana, i la bruixa atrau els nens perquè es mengin la seva casa de caramels, així que després se'ls pugui menjar.
En una variant de Flandes, The Sugar-Candy House, els germans Jan i Jannette es perden al bosc i veuen a la llunyania una barraca feta de pastisseria. Quan s'apropen, un llop gegant anomenat Garon salta per la finestra i els persegueix fins a la vora d'un riu. La germana i el germà demanen a un parell d'ànecs que els ajudin a travessar el riu i escapar del llop. Garon amenaça els ànecs de portar-lo, sense cap resultat; aleshores intenta travessar nedant. S'enfonsa i surt a la superfície tres vegades, però desapareix a l'aigua al quart intent. La història sembla contenir l'esquema de rima «nen/vent» del conte alemany.
En un conte de fades francès, La Cabane au Toit de Fromage (La cabana amb el sostre fet de formatge), el germà és l'heroi que enganya la bruixa i la tanca al forn.
En la primera variant porto-riquenya de «Els nens orfes», el germà empeny la bruixa al forn.
Altres contes populars del tipus ATU 327A són el francès «The Lost Children», publicat per Antoinette Bon el 1887, o el moràu «Old Gruel», editat per Maria Kosch el 1899.

### Els nens i l'ogre (ATU 327)
També es poden fer comparacions estructurals amb altres contes del tipus ATU 327 («Els nens i l'ogre»), que no és un simple tipus de conte de fades, sinó més aviat un «complex de contes populars amb subdivisions interconnectades» que representa un nen (o nens) que s'engloba. el poder d'un ogre, després escapant amb els seus enginys trucs.
A ATU 327B («Els germans i l'ogre»), un grup de germans arriba a la casa d'un ogre que té la intenció de matar-los als seus llits, però el més petit dels nens intercanvia els visitants amb la descendència de l'ogre, i el dolent mata el seu. propis fills per error. Els persegueix l'ogre, però finalment els germans aconsegueixen tornar a casa amb seguretat. Stith Thompson assenyala la gran similitud dels tipus de contes ATU 327A i ATU 327B que «és del tot impossible desenredar els dos contes».
ATU 327C («El diable [la bruixa] porta l'heroi a casa en un sac») representa una bruixa o un ogre agafant un nen en un sac. Mentre la filla del dolent es prepara per matar-lo, el nen li demana que li mostri com s'ha d'arranjar; quan ho fa, la mata. Més tard, mata la bruixa i torna a casa amb el seu tresor. A ATU 327D («El Kiddlekaddlekar»), un ogre descobreix nens a casa seva. Té la intenció de penjar-los, però la noia fa veure que no entén com fer-ho, així que l'ogre es penja per ensenyar-li. Promet el seu kiddlekaddlekar (un carro màgic) i un tresor a canvi del seu alliberament; el van alliberar, però l'ogre els persegueix. Els nens finalment aconsegueixen matar-lo i escapar amb seguretat. A ATU 327F («La bruixa i el nen pescador»), una bruixa atrau un nen i l'atrapa. Quan la filla de la bruixa intenta coure el nen, ell l'empeny al forn. Aleshores, la bruixa torna a casa i es menja la seva pròpia filla. Finalment intenta caure l'arbre on s'amaga el nen, però els ocells fugen amb ell.

### Més comparacions
L'episodi inicial, que representa nens perduts deliberadament al bosc pels seus pares poc amorosos, es pot comparar amb moltes històries anteriors: «La vaca de la terra» de Montanus (1557), Ninnillo i Nennella de Basile (1635), Madame. «Finette Cendron» de d'Aulnoy (1697), o Polzet de Perrault (1697). El motiu del camí que no aconsegueix portar els protagonistes de tornada a casa també és comú a «Ninnillo i Nennella», «Finette Cendron» i «Polzet», i els germans Grimm van identificar aquest últim com a una història paral·lela.
Finalment, els contes de l'ATU 327 comparteixen una estructura similar amb l'ATU 313 (Sweet Roland, The Foundling, Okerlo) en què un o més protagonistes (específicament nens de l'ATU 327) entren en el domini d'una figura sobrenatural malèvola i aconsegueixen escapar-ne. El folklorista Joseph Jacobs, comentant la seva protoforma reconstruïda del conte (Johnnie i Grizzle), va notar la «contaminació» del conte amb la història de The Master Maid, més tard classificada com ATU 313. ATU 327A. Els contes també es combinen sovint amb històries d'ATU 450 («Germà petit i germana»), en què els nens fugen d'una madrastra abusadora.

## Anàlisi
L'inici de la història, amb el rastre per tornar a casa, és molt similar al del Polzet, fet que suggereix una font oral comuna. Diversos estudiosos com Edward Vajda veuen les restes d'un antic ritus de pas: com tornar a casa i demostrar poder valer-se per un mateix. El pa es transforma igual que els nens es fan grans amb l'experiència del bosc, un pa que és símbol de l'aliment, ja que tot el relat gira al voltant del desig d'alimentar-se (els pares passen gana i deixen els seus dos fills al bosc, el pa és un intent de guia però fallit com la fam no satisfeta, la caseta de xocolata representa el caprici un cop les necessitats nutricionals estan cobertes i la malvada bruixa vol cuinar en Hänsel).
El bosc com a indret per perdre's i la madrastra dolenta són temes comuns en els contes de fades. Diversos estudiosos suggereixen que la malvada bruixa és un alter-ego de la malvada madrastra, ja que quan l'han fet bullir, tornen a casa seva i es troben que només hi ha el pare, és a dir, han matat l'impediment per tornar, en un altre motiu clàssic dels contes.
Els noms dels dos nens germans, en Hänsel i la Gretel, van ser afegits pels germans Grimm, com a noms típics de contes, anònims, ja que en les primeres versions els protagonistes no tenien nom propi. Equivalen a noms comuns dels contes populars alemanys. També van canviar la mare cruel inicial per la seva malvada madrastra.
L'intent d'infanticidi o abandonar els dos nens per no compartir el menjar és un tema que apareix a diverses històries i sembla tenir un origen real a la fam de finals de l'edat mitjana, la Gran Fam de 1315–1317. Bruno Bettelheim afirma que s'usa aquest motiu per espantar els nens i instar-los a comportar-se bé o per motius de catarsi, ja que els infants petits temen per damunt de tot l'abandonament dels pares. Una altra por recurrent als contes és el fet de ser menjats per monstres, bruixes o ogres, motiu que apareix a La caputxeta vermella, a El sastre valent i altres històries similars.
Els dos germans protagonistes vencen gràcies al seu enginy (el truc de l'osset de pollastre), una qualitat destacada sovint enfront de la riquesa, com apareix al Gat amb botes o Alí Babà i els quaranta lladres, entre d'altres.
Segons el folklorista Jack Zipes, el conte celebra l'ordre simbòlic de la llar patriarcal, vista com un refugi protegit dels perillosos personatges que amenacen la vida dels nens de fora, mentre que denigra sistemàticament els personatges femenins adults, que aparentment s'entrellacen entre ells. La mort de la mare o la madrastra poc després que els nens matessin la bruixa suggereix que poden ser metafòricament la mateixa dona. Zipes també argumenta que la importància del conte en la tradició oral i literària europea es pot explicar pel tema de l'abandonament i el maltractament infantil. A causa de la fam i la manca de control de la natalitat, a l'Europa medieval era habitual abandonar els nens no desitjats davant de les esglésies o al bosc. La mort de la mare durant el part de vegades va provocar tensions després del nou casament, i Zipes proposa que podria haver tingut un paper en l'aparició del motiu de la madrastra malvada.
El lingüista i folklorista Edward Vajda ha proposat que aquestes històries representen la resta d'un conte sobre el pas de la majoria d'edat existent a la societat protoindoeuropea. El psicòleg Bruno Bettelheim argumenta que el motiu principal gira al voltant de la dependència, la cobdícia oral i els desitjos destructius que els nens han d'aprendre a superar, després d'arribar a casa «purgats de les seves fixacions orals». Altres han subratllat els efectes psicològics satisfactoris dels nens que vencen a la bruixa o s'adonen de la mort de la seva malvada madrastra.

## El llegat cultural

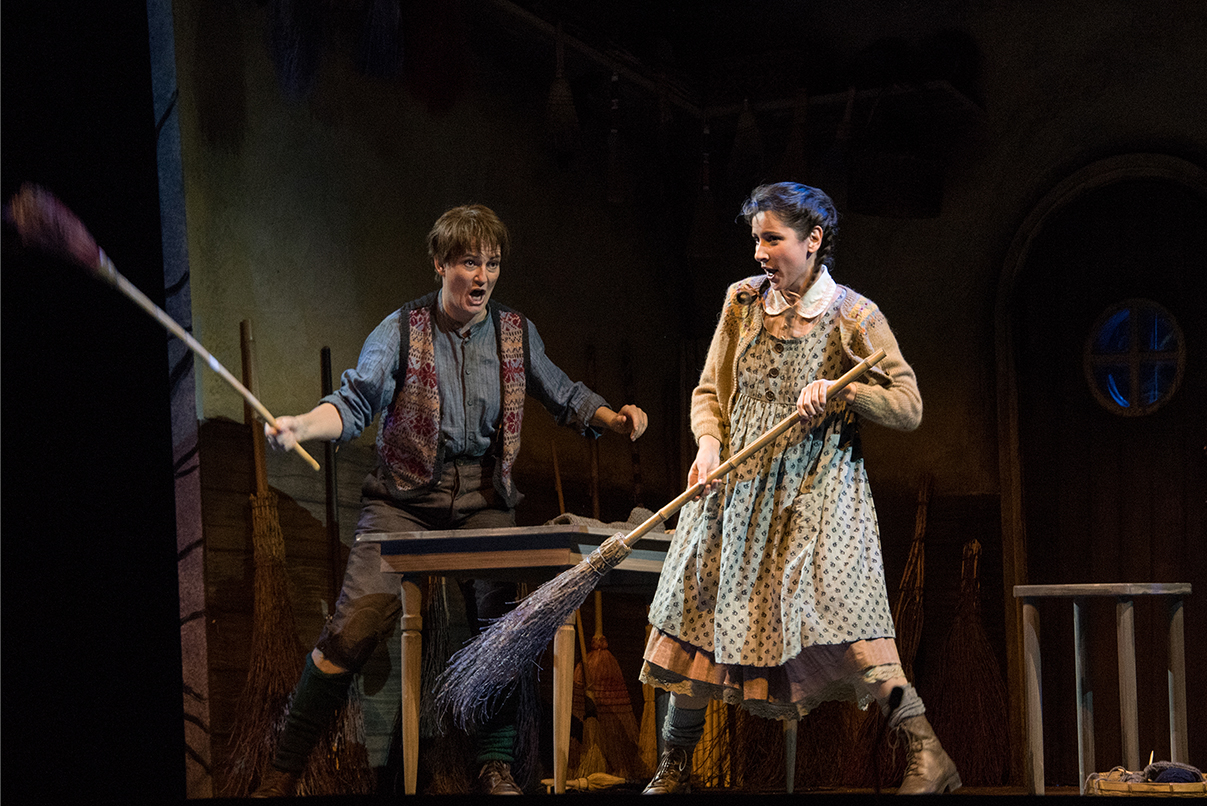
Staatsoper WiEl 2015

### Teatre escènic i musical
El conte de fades va gaudir de multitud d'adaptacions escèniques, entre elles l'òpera Hänsel und Gretel d’Engelbert Humperdinck, una de les òperes més representades. Es basa principalment en la versió dels Grimm, encara que omet l'abandonament deliberat dels nens.
Una reimaginació contemporània de la història, el conte de fades musical de Mátti Kovler, Ami & Tami, es va produir a Israel i als Estats Units i posteriorment es va publicar com a àlbum simfònic.

### Literatura
Diversos escriptors s'han inspirat en el conte, com Robert Coover a The Gingerbread House (Pricks and Descants, 1970), Anne Sexton a Transformations (1971), Garrison Keillor a My Stepmother, Myself a Happy to Be Here. (1982), i Emma Donoghue a A Tale of the Cottage (Kissing the Witch, 1997). El llibre infantil del 2010 d’Adam Gidwitz A Tale Dark & Grimm i les seves seqüeles In a Glass Grimmly (2012) i The Grimm Conclusion (2013) es basen lliurement en el conte i mostren que els germans es troben amb personatges d'altres contes de fades. Terry Pratchett esmenta les cases de pa de pessic en uns quants dels seus llibres, principalment on una bruixa s'havia tornat dolenta i «va començar a riure», i la casa de pa de pessic era una etapa en els nivells creixents de bogeria d'una persona. A The Light Fantastic, el mag Rincewind i Twoflower són conduïts per un gnom a un d'aquests edificis després de la mort de la bruixa i s'adverteix que vagi amb compte amb l'estora, ja que està fet de fil de caramel.

### Cinema
- Hansel and Gretel: An Opera Fantasy, un llargmetratge d'animació teatral d'animació de 1954 dirigit per John Paul i estrenat per RKO Radio Pictures.
- Un episodi de 1983 del Faerie Tale Theatre de Shelley Duvall va protagonitzar Ricky Schroder com a Hansel i Joan Collins com a madrastra/bruixa.
- Hansel i Gretel, un especial de televisió de 1983 dirigit per Tim Burton.
- Hansel and Gretel, una pel·lícula musical estatunidenca/israeliana de 1987 dirigida per Len Talan amb David Warner, Cloris Leachman, Hugh Pollard i Nicola Stapleton. Forma part de la sèrie de pel·lícules dels anys 80 Cannon Movie Tales.
- Elements de la història es van utilitzar a la pel·lícula de terror de 1994 El nou malson per al seu clímax.
- Hänsel und Gretel[38] el 2012 l'emissora alemanya RBB va publicar com a part de la seva sèrie Der rbb macht Familienzeit.
- Hansel &amp; Gretel: Witch Hunters (2013) de Tommy Wirkola amb Jeremy Renner i Gemma Arterton, (EUA, Alemanya). La pel·lícula segueix les aventures de Hansel i Gretel que es van convertir en adults.
- Gretel & Hansel, una pel·lícula de terror estatunidenca del 2020 dirigida per Oz Perkins en què Gretel és una adolescent mentre que Hansel encara és un nen petit.
- Secret Magic Control Agency (2021) és una narració animada del conte de fades incorporant gèneres de comèdia i familiars[39]